# Synaptic
Synaptic és un programa informàtic que és una interfície gràfica GTK+ d'APT, pel sistema de gestió de paquets de Debian GNU/Linux. Generalment s'utilitza Synaptic per sistemes basats en paquets. deb però també pot ser utilitzat en sistemes basats en paquets RPM.

## Història
El desenvolupament de Synaptic es va iniciar a Conectiva, que va sol·licitar a Alfredo Kojima que escrivís un frontispici per apt, continuant el treball iniciat amb la creació del back-end apt-rpm. Finalment, es va optar per utilitzar-lo en l'instal·lador de Conectiva.
Gustavo Niemeyer també va col·laborar en el projecte, mentre va estar treballant per Conectiva. Actualment, Michael Vogt s'encarrega de mantenir el programa.

## Funcionament
Synaptic utilitza repositoris Debian, i permet la seva gestió mitjançant un menú interactiu. Per mitjà d'un clic, és possible actualitzar la llista, de paquets disponibles o marcar automàticament totes les actualitzacions dels paquets ja instal·lats.
Disposa d'un avançat filtre de cerca, és capaç de reparar les dependències trencades de paquets i permet desfer i refer les últimes seleccions de paquets. La seva interfície gràfica, a més, és personalitzable mitjançant el menú de configuració.

## Kynaptic
Kynaptic és una eina gràfica de gestió de paquets de programari, basada en KDE i APT, que utilitza el mateix codi base que Synaptic; encara que no té les mateixes característiques.